# Карачаєвська автономна область

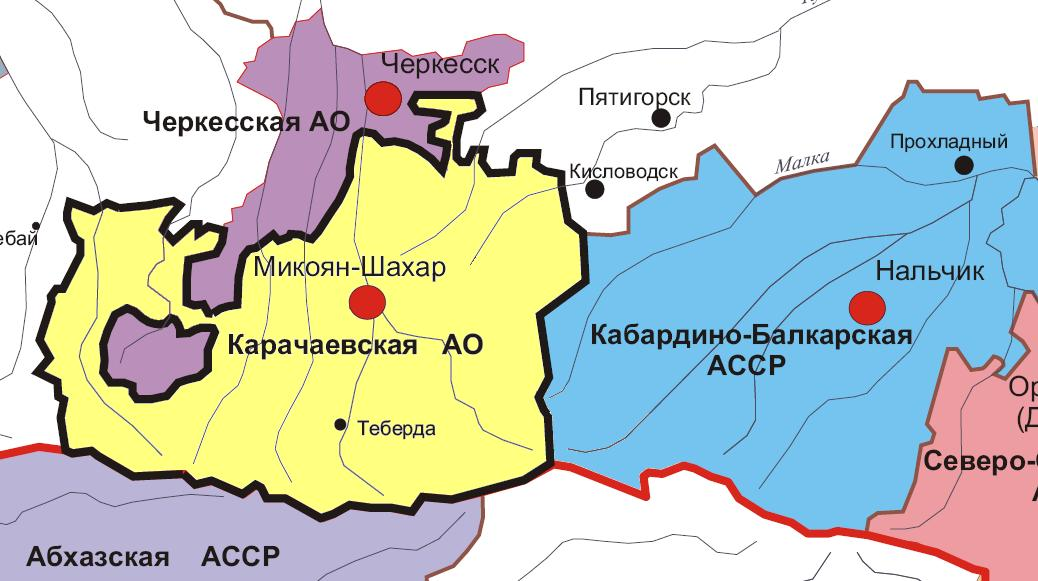
Карачаєвська АО до 1943

Карачаєвська автономна область, Карачаєвська АО (карач.-балк. Къарачай автоном область) — адміністративно-територіальна одиниця в РРФСР, що існувала в 1926–1943 роках.
Адміністративний центр — місто Мікоян-Шахар.

## Історія
Область була утворена 26 квітня 1926 в складі Північно-Кавказького краю при поділі Карачаєво-Черкеської АО на Карачаєвську автономну область і Черкеський національний округ (з 1928 — Черкеська АО).
10 липня 1931 Постановою Президії ВЦВК було скасовано Баталпашинський район. При цьому Зеленчуцька,  Кардоницька, Красногорська і Усть-Джегутинська сільради були передані Карачаєвській АО.
З 13 березня 1937 область у складі Орджонікідзевського краю, з 12 січня 1943 — Ставропольського краю.
12 жовтня 1943 в результаті депортації карачаївців в Середню Азію і Казахстан Карачаєвська автономна область була ліквідована. Територія колишньої автономної області була розділена між Ставропольським краєм і Черкеською автономною областю, утворений з Мікояновського і Учкуланського районів Клухорський район відійшов до Грузинської РСР.

## Адміністративний поділ
Станом на 1 січня 1941 до складу області входили 1 місто обласного підпорядкування Мікоян-Шахар і 6 районів:
- Зеленчуцький — ст-ця Зеленчуцька
- Мало-Карачаєвський — м. Кисловодськ (не входило до складу району)
- Мікоянівський — с. ім. Коста Хетагурова
- Преградненський — ст-ця Преградна
- Усть-Джегутинський — ст-ця Усть-Джегутинська
- Учкуланський — аул Учкулан

## Населення
За результатами всесоюзного перепису населення 1926 року населення області становило 64 613чол.
За результатами всесоюзного перепису населення 1939 року населення області становило 150 303чол. (у тому числі міське 10 713 чол., сільське — 139 590 чол.). Національний склад населення розподілявся таким чином:
| Національність  | Населення, осіб | Кіл-сть, % |
| --------------- | --------------- | ---------- |
| Карачаївці      | 70 301          | 46,8       |
| Росіяни         | 64 596          | 43,0       |
| Абазини         | 3 893           | 2,6        |
| Осетини         | 3 578           | 2,4        |
| Українці        | 2 297           | 1,5        |
| Кабардинці      | 1 154           | 0,8        |
| Ногайці         | 713             | 0,5        |
| Греки           | 623             | 0,4        |
| Адиги (черкеси) | 505             | 0,3        |